# Martin Kratt
Martin William Kratt (Warren Township, Estados Unidos, 23 de diciembre de 1965) es un zoólogo y conductor estadounidense de espectáculos de carácter educativo. Él y su hermano menor Chris Kratt crecieron en Warren Township, New Jersey, y juntos crearon las series de televisión para niños Kratts' Creatures, Zoboomafoo, y Be the Creature (las cuales salieron al aire en el National Geographic Channel y Knowledge Network), también Wild Kratts (televisada por PBS Kids y TVOKids).
Desde junio a agosto de 2008, Martin apareció junto a su hermano Chris Kratt en la serie de televisión Creature Adventures, en la Dollywood de Pigeon Forge, Tennessee. Martin posee un título en Zoología de la Universidad de Duke.

## Vida personal
Martin está casado con Laura Wilkinson y tienen dos hijos. Martin y su hermano Chris ahora viven en Ottawa donde filman y animan su serie de TV Wild Kratts.